# Björn Gelotte

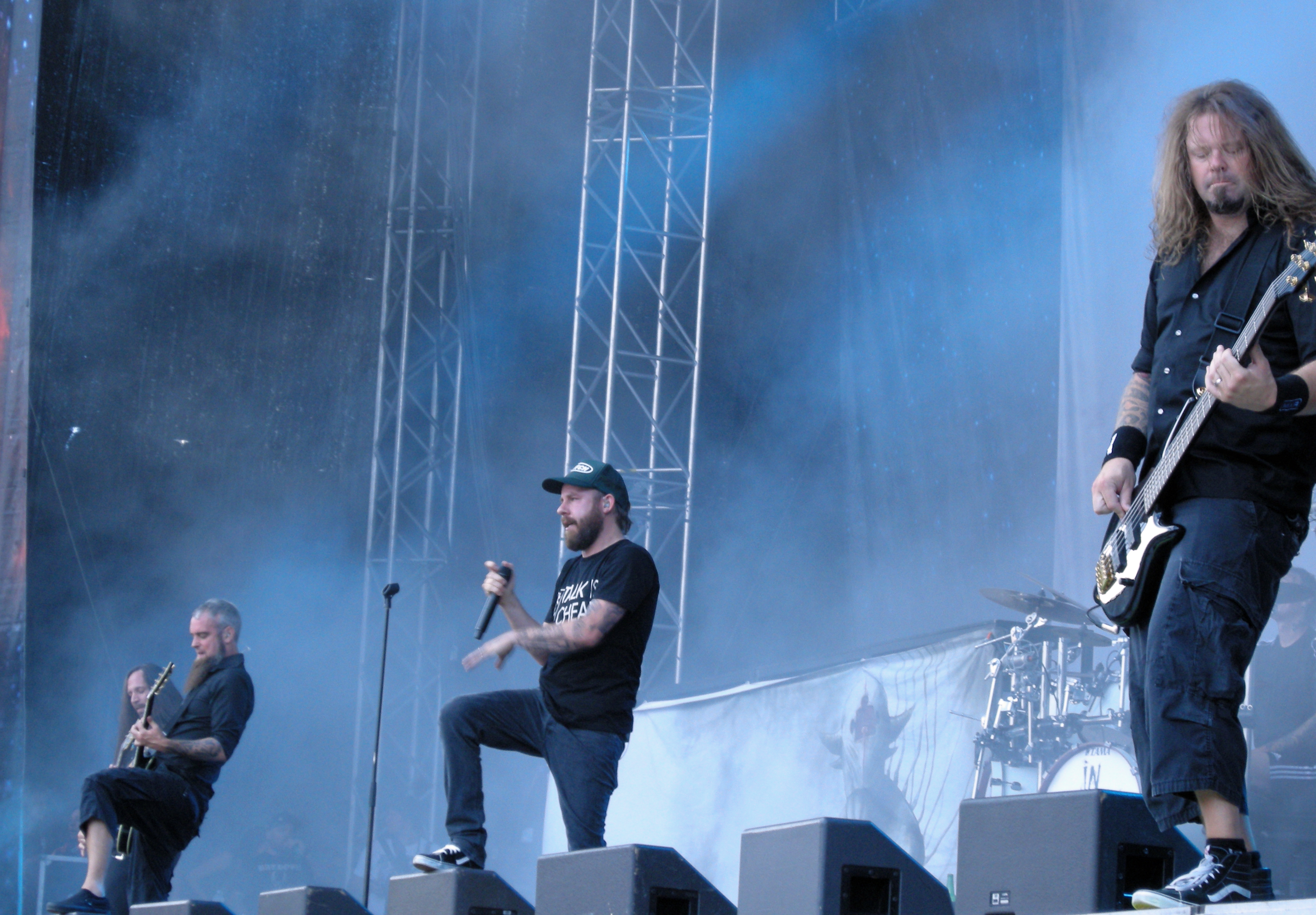
Björn Gelotte med In Flames, Sonisphere 2011

Björn Gelotte, född 27 augusti 1975, är en svensk musiker och gitarrist i metalgruppen In Flames. Gelotte började som trumslagare (1995-1998) men bytte till gitarr efter att Glenn Ljungström lämnat gruppen 1998. Han är även låtskrivare och producent.

## Biografi

### In Flames
Före tiden i In Flames spelade Gelotte i gruppen Sights tillsammans med bland andra Christian Dohber och Patrik Jerksten. Han började som trumslagare i In Flames 1995 och under de följande åren, när bandet gav ut albumen The Jester Race och Whoracle. Därefter, 1998, blev han gruppens gitarrist vid sidan av Jesper Strömblad och lämnade över trummorna till Daniel Svensson. Gelotte är, tillsammans med Jesper Strömblad, den som har skrivit det mesta av In Flames musik. På albumet Sounds of a Playground Fading från 2011 är Gelotte ensam låtskrivare sedan Jesper Strömblad lämnat bandet.

### All Ends
Gelotte startade 2003 tillsammans med Jesper Strömblad projektet All Ends. Bandet spelade in en demo 2005 med sångerskorna Emma Gelotte och Tinna Karlsdotter samt Joseph Skansås på trummor. Strömblad och Gelotte lämnade sedan gruppen, men fortsatte skriva musik för All Ends.

### Musikproduktion
Gelotte är producent för Stockholmsgruppen Degradeads debutalbum, Til Death do us Apart, som spelades in i In Flames studio i augusti 2007. Medproducenter är Jesper Strömblad och Daniel Svensson.

## Diskografi

### Med In Flames

#### Singlar
- 2002 - Cloud Connected
- 2004 - The Quiet Place
- 2006 - Take This Life
- 2006 - Dead End
- 2006 - Come Clarity
- 2008 - The Mirror's Truth

#### EP
- 1997 - Black-Ash Inheritance
- 2003 - Trigger
- 2008 - The Mirror's Truth

#### Album
- 1995 - The Jester Race
- 1998 - Whoracle
- 1999 - Colony
- 2000 - Clayman
- 2002 - Reroute To Remain
- 2004 - Soundtrack To Your Escape
- 2006 - Come Clarity
- 2008 - A Sense of Purpose
- 2011 - Sounds of a Playground Fading
- 2014 - Siren Charms
- 2016 - Battles

#### Live
- 2001 - Tokyo Showdown

#### DVD
- 2005 - Used & Abused... In Live We Trust
- 2016 - Sounds from the Heart of Gothenburg